# Changing Woman
Changing Woman è un album di Buffy Sainte-Marie, pubblicato dalla MCA Records nel marzo del 1975. 

## Tracce
Brani composti da Buffy Sainte-Marie, eccetto dove indicato
Lato A
1. Eagle Man/Changing Woman – 3:09
2. Can't You See the Way I Love You – 3:01
3. Love's Got to Breathe and Fly – 2:52
4. You Take Me Away – 3:14 (Buffy Sainte-Marie, Ivan Lannon)
5. 'Til I See You Again – 3:09

Lato B
1. Mongrel Pup – 3:20
2. The Beauty Way – 2:16
3. Nobody Will Ever Know It's Real but You – 3:01 (Norbert Putnam, Buffy Sainte-Marie)
4. All Around the World – 3:47
5. A Man – 2:59

## Musicisti
- Buffy Sainte-Marie - voce, chitarra acustica, chitarra, clavinet, pianoforte
- Charlie McCoy - chitarra elettrica
- Billy Sanford - chitarra, chitarra acustica, chitarra elettrica
- Jimmy Colvard - chitarra elettrica, chitarra
- Johnny Christopher - chitarra echo-plex
- David Briggs - pianoforte, pianoforte elettrico, pianoforte hip
- Norbert Putnam - basso, chitarra elettrica, batteria, pianoforte elettrico, strumenti a corda, basso acustico, pianoforte tack, percussioni, chitarra elettrica echo-plex, organo, pianoforte steinway
- Kenny Buttrey - batteria, percussioni
- Steve (Teener) Krawszyn - batteria
- Farrell Morris - triangolo, vibrafono, percussioni
- Cookie Banas - orchestra bells (glockenspiel)
- Mike Leech - arrangiamenti strumenti a corda
- Glen Spreen - arrangiamenti strumenti a corda[5]